# Sergio González Poirrier
Sergio González Poirrier (Madrid, 20 de abril de 1992) es un futbolista español que juega de defensa en el Al-Riyadh.

## Carrera deportiva
El jugador defendió el escudo del Real Madrid Club de Futbol en su etapa juvenil 2008-2011. 
Formado en la cantera de la Agrupación Deportiva Alcorcón en 2015 se marchó para recalar en la Unión Deportiva San Sebastián de los Reyes que jugaba en Tercera División. Con el Sanse debutó el 13 de septiembre de 2015 contra la Agrupación Deportiva Unión Adarve, y marcó su primer gol el 27 de marzo de 2016 contra el Internacional de Madrid Club de Fútbol. En esa temporada logró el ascenso con el Sanse a Segunda División B.
Durante su etapa en Segunda B siguió siendo un jugador importante para su equipo, llamando la atención de otros clubes más importantes de la categoría.
En verano de 2017, tras finalizar la temporada, ficha por el Real Club Recreativo de Huelva, con el que debutó el 19 de agosto de 2017 frente al Fútbol Club Cartagena, en la primera jornada de la competición, haciéndose con el puesto de titular desde el principio.
Con 33 partidos jugados en el Decano del fútbol español, fue el futbolista del equipo albiazul que más partidos y minutos disputó en la temporada 2017-2018.
En julio de 2018, ficha por una temporada con el Club Deportivo Mirandés.
En agosto de 2020 ficha libre por tres temporada con el Club Deportivo Leganés.

## Clubes
| Club                             | País           | Año       |
| -------------------------------- | -------------- | --------- |
| Las Rozas C. F.                  | España         | 2011-2012 |
| A. D. Villaviciosa de Odón       | España         | 2012-2013 |
| A. D. Alcorcón "B"               | España         | 2013-2015 |
| U. D. San Sebastián de los Reyes | España         | 2015-2017 |
| R. C. Recreativo de Huelva       | España         | 2017-2018 |
| C. D. Mirandés                   | España         | 2018-2020 |
| C. D. Leganés                    | España         | 2020-2025 |
| Al-Riyadh                        | Arabia Saudita | 2025-     |

## Palmarés

### Campeonatos nacionales
| Título           | Club          | País   | Año  |
| ---------------- | ------------- | ------ | ---- |
| Segunda División | C. D. Leganés | España | 2024 |